# Клейпул (Аризона)
Клейпул (англ. Claypool) — переписна місцевість (CDP) в США, в окрузі Гіла штату Аризона. Населення — 1395 осіб (2020).

## Географія
Клейпул розташований за координатами 33°24′22″ пн. ш. 110°50′31″ зх. д. / 33.40611° пн. ш. 110.84194° зх. д. (33.406101, -110.841873).  За даними Бюро перепису населення США в 2010 році переписна місцевість мала площу 3,04 км², з яких 3,04 км² — суходіл та 0,00 км² — водойми.

## Демографія
Згідно з переписом 2010 року, у переписній місцевості мешкало 1538 осіб у 616 домогосподарствах у складі 403 родин. Густота населення становила 505 осіб/км².  Було 750 помешкань (246/км²).
Расовий склад населення:
| - 83,4 % — білих - 1,8 % — корінних американців - 0,7 % — чорних або афроамериканців - 0,4 % — азіатів - 11,7 % — осіб інших рас |

До двох чи більше рас належало 2,0 %. Частка іспаномовних становила 38,6 % від усіх жителів.
За віковим діапазоном населення розподілялося таким чином: 24,0 % — особи молодші 18 років, 56,6 % — особи у віці 18—64 років, 19,4 % — особи у віці 65 років та старші. Медіана віку мешканця становила 45,6 року. На 100 осіб жіночої статі у переписній місцевості припадало 90,1 чоловіків;  на 100 жінок у віці від 18 років та старших — 85,9 чоловіків також старших 18 років.
Середній дохід на одне домашнє господарство  становив 39 054 долари США (медіана — 32 796), а середній дохід на одну сім'ю — 41 357 доларів (медіана — 34 934). За межею бідності перебувало 28,5 % осіб, у тому числі 48,5 % дітей у віці до 18 років та 0,0 % осіб у віці 65 років та старших.
Цивільне працевлаштоване населення становило 599 осіб. Основні галузі зайнятості: освіта, охорона здоров'я та соціальна допомога — 25,0 %, роздрібна торгівля — 14,5 %, виробництво — 13,4 %.